# Amimenus mojiensis
Amimenus mojiensis — вид цикадок з підродини Deltocephalinae, єдиний у роді Amimenus. Поширений у  Приморському краї Росії, в Японії, Кореї.

## Опис
Цикадки розміром 6 мм. Помірно стрункі, з тупокутно-закругленою головою, що виступає вперед, перехід обличчя в тім'я згладжений.